# اواریستو کاروالهو
اواریستو کاروالهو (انگلیسی: Evaristo Carvalho; زادهٔ ۲۲ اکتبر ۱۹۴۲ – ۲۸ مهٔ ۲۰۲۲) سیاست‌مدار اهل سائوتومه و پرنسیپ بود. وی از ۳ سپتامبر ۲۰۱۶ تا ۲ اکتبر ۲۰۲۱ رئیس‌جمهور این کشور بود.
اواریستو کاروالهو در ۲۸ مهٔ ۲۰۲۲، بعد از یک دوره طولانی بیماری در سن ۷۹ سالگی درگذشت.